# Thankmar
Thankmar (sau Tammo) (n. cca. 908 – d. 28 iulie 938) a fost fiul cel mai vârstnic al regelui Henric I al Germaniei, avut cu prima sa soție, Hatheburga (sau Liutgarda). Mama sa fusese anterior căsătorită și divorțată, după care a intrat la mănăstire. Dat fiind că ea a părăsit conventul pentru a se recăsători cu Henric, această a doua căsătorie a sa a fost considerată ca lovită de nulitate, iar cuplul a fost separat. Astfel, legitimitatea lui Thankmar a fost pusă la îndoială.
În 929, regele Henric I al Germaniei a stabilit chestiunea succesiunii sale și a ratificat aceste decizii în cadrul adunării de la Erfurt, chiar înainte de moartea sa. Ca urmare, la moartea sa teritoriile și averile au fost împărțite între fiii săi: Thankmar, Otto, Henric și Bruno. Cu toate acestea, Otto a fost cel desemnat de către tatăl său pentru a primi coroana regală. Singura dispută imediată asupra succesiunii a avut loc între Otto și mai tânărul său frate Henric, care a fost reținut sub arest în Bavaria pe parcursul încoronării lui Otto.
După moartea contelui Siegfried de Merseburg din 937, Thankmar a revendicat Merseburgul. Cu toate acestea, Otto l-a preferat ca succesor pe Gero, fratele lui Siegfried. Pe parcursul disputei, Eberhard de Franconia și Wichmann "cel Bătrân" s-au revoltat împotriva lui Otto, iar Thankmar li s-a alăturat. Ulterior, Thankmar a fost asediat în Eresburg, timp în care a fost asasinat de către un anume Maginzo în altarul bisericii Sfântului Petru. În privința lui Maginzo, acesta a fost apoi pedepsit cu o crudă moarte de către Otto.